# Ptychamalia costifera
Ptychamalia costifera är en fjärilsart som beskrevs av Dyar 1914. Ptychamalia costifera ingår i släktet Ptychamalia och familjen mätare. Inga underarter finns listade.